# Santo Stefano (Montenegro)
Santo Stefano (o anche Santo Stefano di Pastrovicchio, in montenegrino: Sveti Stefan/Свети Стефан) è un villaggio del comune di Budua distante circa 6 km a sudest del capoluogo.
La penisola era in origine un piccolo villaggio di pescatori, fu trasformato in un hotel di lusso dal governo jugoslavo durante il regime di Tito.

## Geografia fisica
La penisola si trova nella parte centrale della costa del Montenegro, a sud di Budua fra le frazioni di Caretano (Pržno) e Santo Stefano. Copre un'area di 12.400 metri quadrati, era in origine separata dalla terraferma, ma ora collegata da uno stretto istmo artificiale.

### Isolotti adiacenti
- Scoglio Colombirto[6] (hrid Golubinj)[7], scoglio a sud di Santo Stefano a circa 280 m di distanza[8] 42°15′09″N 18°53′36″E.

- Scoglio Galera[6] (hrid Galije), il maggiore di un gruppo di piccoli scogli (hridi Galije)[9] a sud di Santo Stefano a circa 1 km di distanza[8] vicino a punta Bijeli 42°14′45″N 18°53′42″E.

## Storia
Nel Quindicesimo secolo durante la Repubblica Veneta, sulla penisola venne costruito un villaggio fortificato come difesa contro le incursioni del Turchi. La penisola era abitata da 12 famiglie e ospitò anche il re di Serbia e la sua corte.
Nell'Ottocento il villaggio arrivò a ospitare una popolazione di 400 abitanti. Tra il 1934 e il 1936, sulla terraferma, nell'area prospiciente all'isoletta venne edificata Villa Miločer, che venne utilizzata come residenza estiva dalla regina di Jugoslavia, Marija Karadordevic (1900–1961), della famiglia serba Karađorđević. La villa è circondata approssimativamente da 800 olivi che coprono un'area di circa 32 ettari.
Tutti gli edifici della penisola vennero requisiti dal governo jugoslavo durante il regime di Tito. Gli abitanti vennero trasferiti sulla terraferma e venne creato un albergo di lusso per ospitare personalità di alto profilo. Una delle quattro chiese presenti sulla penisola venne trasformata in un casinò.
Formalmente sotto la proprietà della famiglia Radenović per circa quarant'anni, tra gli anni '60 e '80 la località venne visitata da Orson Welles, Elizabeth Taylor, Sophia Loren, Principessa Margaret, Carlo Ponti, Ingemar Stenmark e Kirk Douglas.

## Galleria d'immagini

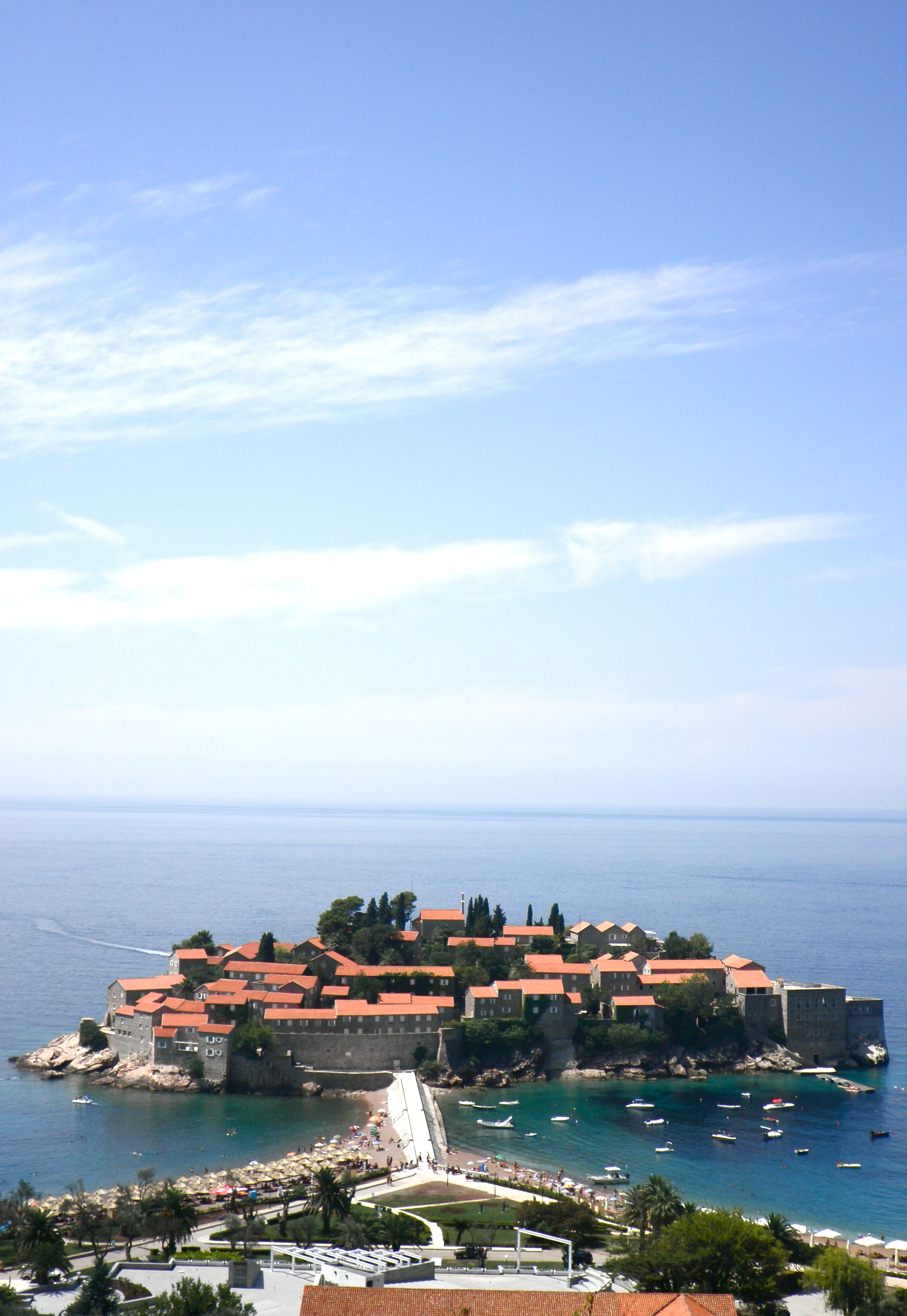
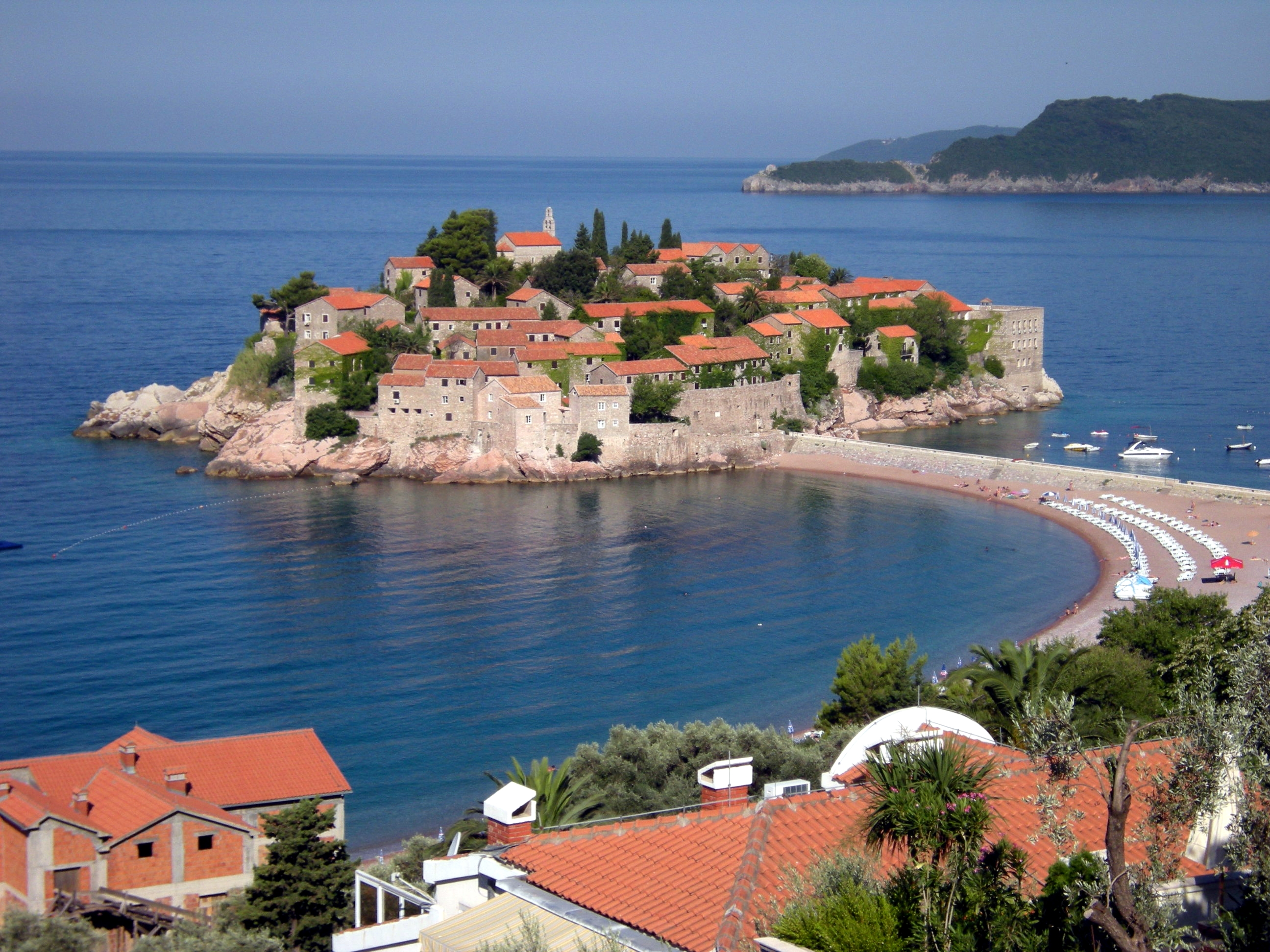